# بودو انرژی
بودو انرژی (انگلیسی: Bodø Energi) شرکت خدمات برق نروژی است، که در سال ۱۹۰۹ تأسیس شد.